# Norfolk wherry
Pour les articles homonymes, voir Wherry.

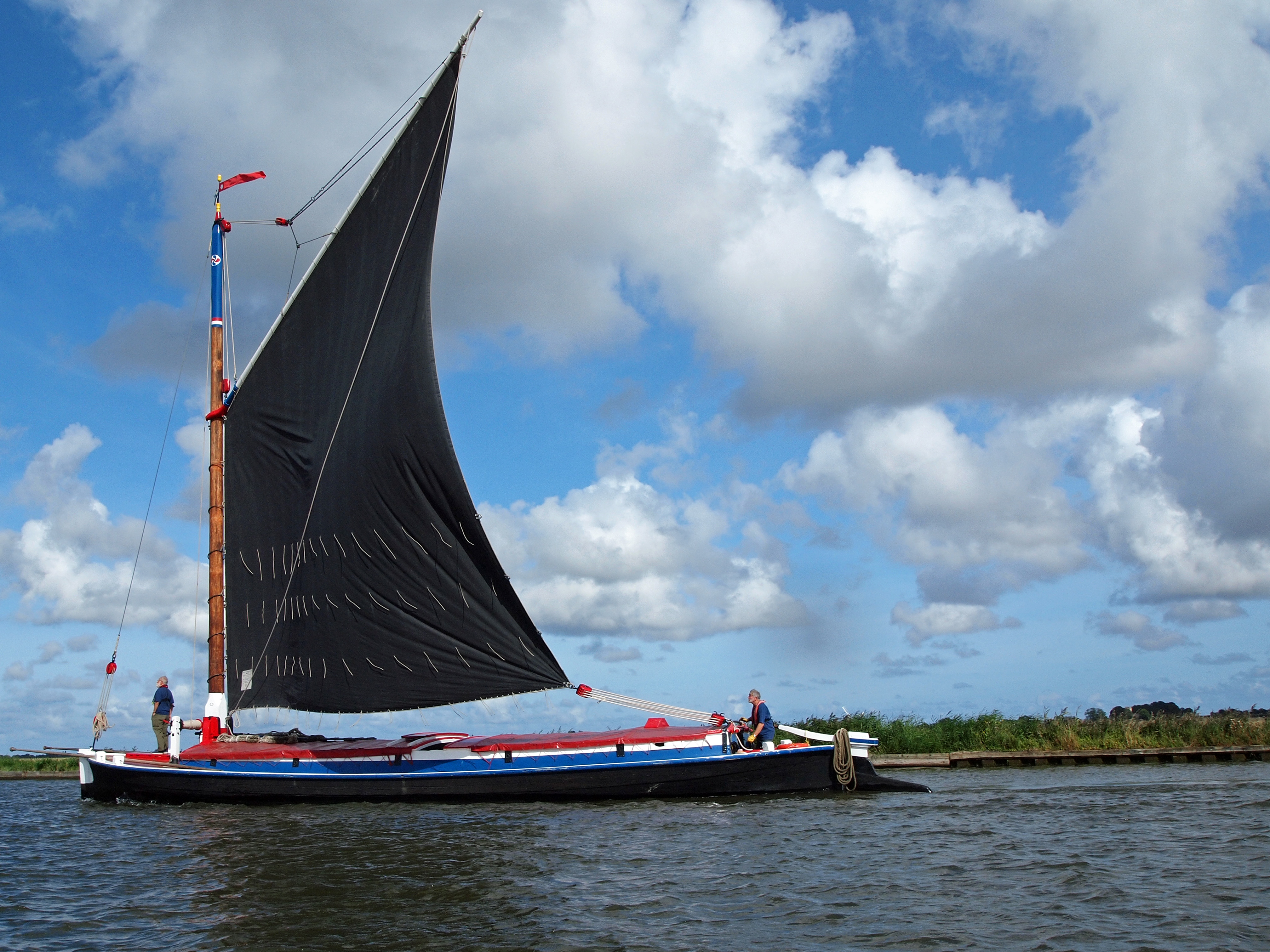
Le Norfolk wherry Albion

Le Norfolk wherry est un type de bateau à fond plat, le bachot, utilisé dans les Broads, parc national du Norfolk et du Suffolk, en Angleterre. Trois types principaux ont été développés, tous disposant d'un gréement distinctif avec une seule voile à corne sur un mât placé bien en avant : ceux à vocation commerciale (trading wherry), ceux pour la plaisance (pleasure wherry) et certains en yacht privé (wherry-yacht).

## Description
Tous les types de wherry sont finalement devenus peu rentables pour fonctionner, mais un petit nombre ont été sauvés soit par des particuliers ou des organismes de bienfaisance, et certains sont en attente de restauration complète. Parmi les huit exemplaires de wherry de plaisance et commercial, sept figurent sur le Registre du National Historic Ships. Le huitième, le Jester figure au registre motorized ice wherry de 1923.
En Avril 2011, Wherry Yacht Charter Charitable Trust a ouvert un lieu de restauration à Wroxham, dans le Comté de Norfolk où se fait le travail de restauration et d'entretien du Hathor de 1905 et des wherry-yacht Olive et Norada. En 2012, White Moth est aussi arrivé. Norada a été officiellement relancé après la restauration en Juillet 2012, et Olive en Juillet 2013. Le Norfolk Wherry Trust (en) garde aussi Albion et Maud en hivernage. Solace est généralement vu en été sur Wroxham Broad (en) et Ardea est souvent vu à Horning.